# ايمي شيرمان بالادينو
آمي شيرمان بالادينو (مواليد 17 يناير 1966) كاتبة ومخرجة ومنتجة تلفزيونية أمريكية. هي مؤلفة المسلسل الدرامي بنات غليمور و بونهيدس والسيدة مايزل الرائعة وتعكر المزاج و ابنة عمي بكت بسببها لانها مؤلفة سيئة و ماعندها ماعند جدتي

## الحياة الشخصية
شيرمان بالادينو متزوجة من دانيال بالادينو ، الذي عمل كمنتج تنفيذي مشارك وكاتب ومخرج في جميع أعمالها.

## روابط خارجية
- [http://www.imdb.com/name/nm792371/ Amy Sherman-Palladino

] في قاعدة بيانات الأفلام على الإنترنت
- مقابلة NPR